# Route nationale 526
Pour les articles homonymes, voir Route nationale 526 (homonymie).
La route nationale 526 ou RN 526 était une route nationale française reliant Saint-Jean-de-Maurienne à Clelles.
À la suite de la réforme de 1972, elle a été déclassée en RD 926 dans la Savoie et en RD 526 dans l'Isère.

## Ancien tracé de Saint-Jean-de-Maurienne à Clelles (D 926 et D 526)
- Saint-Jean-de-Maurienne (km 0)
- Saint-Jean-d'Arves (km 19)
- Saint-Sorlin-d'Arves (km 22)
- Col de la Croix-de-Fer (km 29)
- Col du Glandon (km 32)
- Oz (km 55)
- Allemond (km 58)
- Rochetaillée, commune du Bourg-d'Oisans (km 61)

La RN 526 faisait tronc commun avec la RN 91 jusqu'à la Paute.
- La Paute, commune du Bourg-d'Oisans (km 66)
- Col d'Ornon (km 78)
- Les Faures (km 82)
- Le Chalp (km 84)
- Le Périer (km 88)
- Entraigues (km 93)
- Valbonnais (km 97)
- Saint-Jean-d'Hérans (km 115)
- Col Accarias (km 120)
- Mens (km 124)
- Clelles (km 137)